# Золочівський сирзавод
Золочівський сирзавод - промислове підприємство в місті Золочів Львівської області України, яке припинило своє існування.

## Історія
Після розпаду Австро-Угорщини Золочів був в зоні бойових дій. У березні 1919 року в Золочеві почалося збройне повстання проти ЗУНР, потім місто було зайняте польськими військами. Пізніше, в ході радянсько-польської війни, з 17 серпня 1920 до кінця жовтня 1920 року Золочів утримували частини РККА, проте в подальшому польські війська знову зайняли місто, яке увійшло до складу Тарнопольського воєводства Польщі.
У 1920 - 1930 роки польський уряд не був зацікавлений в промисловому розвитку східних регіонів країни, і маслоробний завод був єдиним промисловим підприємством, побудованим в Золочеві за весь час перебування міста в складі Польщі.
17 вересня 1939 року радянські війська перетнули східний кордон Польщі і 18 вересня 1939 року - зайняли Золочів. У жовтні 1939 року промислові підприємства міста були націоналізовані і на них був введений 8-годинний робочий день. У грудні 1940 року на підприємствах були створені профспілки.
В ході бойових дій Великої Вітчизняної війни та німецької окупації міста (з початку липня 1941 до 17 липня 1944) підприємство постраждало, але вже в другому півріччі 1944 року почалося відновлення. Після відновлення роботи міської електростанції, в 1944 році Золочівський маслоробний завод відновив роботу. Пізніше, в зв'язку з розширенням асортименту продукції, що випускалася, підприємство було перейменовано в Золочівський маслосироробний завод.
У 1966 році виробничі потужності маслосирзаводу забезпечували можливість переробки до 500 центнерів молока на добу, а загальна вартість випущеної в 1966 році продукції склала 2,4 млн. рублів . Надалі, відповідно до восьмого п'ятирічним планом розвитку народного господарства СРСР передбачалося будівництво нових об'єктів маслосирзаводу.
В цілому, за радянських часів завод входив до числа провідних підприємств міста    .
Після проголошення незалежності України державне підприємство було перетворено в відкрите акціонерне товариство "Золочівський сирзавод"  .
У 2008 році економічна криза ускладнила становище підприємства. 25 вересня 2009 року арбітражний суд Львівської області порушив справу про банкрутство заводу . Надалі, підприємство припинило виробничу діяльність .